# Benoît Lestang
Benoît Lestang (Basilea, 14 de desembre 1964 - 5è districte de París, 27 de juliol 2007) és un especialista en efectes digitals, maquillador, guionista i director de vídeos francès. Alguns dels seus treballs més famosos inclouen efectes especials a les pel·lícules "El pacte dels llops" i "Arsène Lupin".

## Biografia
Benoit Lestang és conegut pels espectadors principalment com a artista d'efectes especials per a pel·lícules amb elements de horror. Des del llançament del clàssic zombie Jean Rollin "La Morte vivante" (1982), el nom de Lestang, que va poder crear efectes especials molt convincents, s'ha convertit en associat a les pel·lícules de terror. A la dècada dels 1980 i principis del 1990 Lestan va participar en treballs de nivell mitjà en pel·lícules de baix pressupost.
Una nova ronda de la carrera de Lestan es va produir a mitjans i finals dels anys 90. El 1995 Jean-Pierre Genet convida a Lestan a treballar en efectes especials per a "La ciutat dels nens perduts". L'impressionant ambient visual de la pel·lícula, que combina elements de terror i fantasia, deu molt al treball magistral de Lestan. Després de "La ciutat dels nens perduts", l'artista té l'oportunitat d'escollir projectes de major pressupost per ell mateix. Benoit Lestand fa el treball de disseny d'efectes especials a El pacte dels llops. En particular, és responsable del disseny de la imatge de la bèstia Zhevaudan.
L'últim treball de Benoit Lestand és el vídeo de la cançó "Q.I." per a la cantant francesa Mylene Farmer. Lestan ja havia treballat amb Farmer abans: va ser ell qui va fer la famosa nina per al vídeo "Sans contrefaçon". El nou clip inclou elements de gràfics digitals, amb els quals Lestan transmet la seva visió del component psicològic de sexe.
El 27 de juliol 2007i Lestan es van suïcidar. Poc abans havia rebut el premi al millor maquillatge per Martyrs al XLI Festival Internacional de Cinema Fantàstic de Catalunya.

## Filmografia seleccionada
- Martyrs (2007)
- Q.I. (2005) - director
- Arsène Lupin (2004) - Artista d'efectes especials
- El pacte dels llops (2001) - Artista d'efectes especials
- Paquet de sis (2000) - artista d'efectes especials
- Le temps retrouvé (1999) - artista d'efectes especials
- la ciutat dels nens perduts (1995) - Artista d'efectes especials
- La Morte vivante (1982) - artista d'efectes especials